# Gavião-cubano
Gavião-cubano (Accipiter gundlachi) é uma espécie de ave de rapina da família Accipitridae, endémica de Cuba.
Os seus habitats naturais são as florestas secas tropicais ou subtropicais e florestas subtropicais ou tropicais húmidas de baixa altitude, estando a ave ameaçada por perda de habitat.